# Caio Pompeu de Toledo
Caio Sérgio Pompeu de Toledo (São Paulo, 3 de maio de 1943 - 4 de junho de 1994) foi um advogado e político brasileiro filiado ao Partido da Social Democracia Brasileira. Foi vereador da cidade de São Paulo, deputado estadual e deputado federal pelo estado de São Paulo além de secretário municipal e estadual de Esportes e Turismo. 
Na eleição municipal de São Paulo de 1985, foi candidato a vice-prefeito na chapa de Fernando Henrique Cardoso (PMDB), sendo derrotado pela chapa encabeçada pelo ex-presidente Jânio Quadros (PTB)
Bacharelou-se em ciências jurídicas e sociais, atual curso de direito, pela Universidade de São Paulo (USP) e em economia, sociologia e política na Universidade de Harvard (EUA).

### Homenagens póstumas
Em Maio de 2005, a Ponte do Morumbi, que liga a região de Santo Amaro até o Morumbi na grande São Paulo foi nomeada como Ponte Caio Sérgio Pompeu de Toledo.